# Baby, Let Me Follow You Down
Baby, Let Me Follow You Down è una tradizionale canzone folk, divenuta popolare sul finire degli anni '50 dal chitarrista blues Eric Von Schmidt. Il brano però è meglio conosciuto perché apparso sull'album d'esordio di Bob Dylan omonimo.

## Origini della canzone
La prima registrazione del brano musicale avvenne nel gennaio 1935 con il titolo di Don't Tear My Clothes, ad opera degli State Street Boys, un gruppo che includeva Big Bill Broonzy e Jazz Gillum. Da lì in poi si susseguono diverse versioni, come quella del giugno 1936 di Washboard Sam e l'interpretazione nel maggio 1937 degli Harlem Hamfats con di il titolo di Baby Don't You Tear My Clothes. Let Your Linen Hang Low di Rosetta Howard con gli Harlem Hamfats è dell'ottobre 1937, mentre Mama Let Me Lay It On You, eseguita da Blind Boy Fuller, esce nell'aprile dell'anno dopo.
Il brano venne adattato da Eric Von Schmidt, un chitarrista blues e cantautore del ritorno in auge del genere folk sul finire degli anni '50. Von Schmidt era un volto ben conosciuto nella scena folk della costa Est e questo lo rese popolare anche a tutto il resto degli Stati Uniti. A detta della sua biografia, anch'essa intitolata Baby, Let Me Follow You Down, Eric era venuto a conoscenza per la prima volta della canzone dopo aver ascoltato l'incisione di Blind Boy Fuller. Von Schmidt accredita al Reverendo Gary Davis alla stesura di "tre quarti" della sua versione musicale  (la melodia infatti è molto simile a Please Baby di Davis). L'interpretazione di Van Ronk divenne un modello musicale imprescindibile nei coffee house del Greenwich Village agli inizi degli anni '60. La canzone venne ripresa dall'emergente cantante folk Bob Dylan che la rese celebre, includendola nel suo album omonimo d'esordio, prodotto dalla Columbia.
Baby Let Me Take You Home dei The Animals (1964) è considerata un adattamento di Baby, Let Me Follow You Down.
Lightnin' Hopkins incise Baby Don't You Tear My Clothes usando la stessa melodia del brano. Questa versione venne registrata a Houston e pubblicata pure nella raccolta The Very Best of Lightnin' Hopkins.

## La versione di Dylan
Il brano divenne molto popolare grazie all'interpretazione di Bob Dylan, tanto da divenire inclusa regolarmente nelle scalette concertistiche del cantautore. Durante il World Tour del 1966, Dylan elettrizzò il suono della canzone, eseguendola con la chitarra elettrica e accompagnandosi con un gruppo rock di cinque membri. Un decennio dopo eseguì Baby, Let Me Follow You Down in un medley con Forever Young nel concerto dell'Ultimo valzer con The Band.

## Versi aggiuntivi
Una prima versione della canzone prevedeva due versi e il ritornello principale. Bob Dylan aggiunse un ulteriore verso al brano, il quale regolarmente appare. Va ricordato che la canzone fu più volte soggetta a modifiche e cambiamenti in più di mezzo secolo.

## Album contenenti la versione di Dylan
- Bob Dylan, inciso nel novembre 1961, pubblicato nel 1962.
- Biograph, da Bob Dylan, uscito nel 1985.
- The Bootleg Series Vol. 4: Bob Dylan Live 1966, The "Royal Albert Hall" Concert, registrato nel maggio del 1966, edito nel 1998.
- The Last Waltz, dal vivo con The Band, inciso nel novembre 1976 e pubblicato nell'aprile 1978.
- The Bootleg Series Vol. 9 – The Witmark Demos: 1962–1964, inciso nel gennaio 1964, uscito nell'ottobre 2010.

## Altre incisioni
- Dave Van Ronk incise Baby, Let Me Lay It On You nel suo album del 1964 Just Dave Van Ronk (Mercury SR/MR 20908).
- Jackie DeShannon registrò la canzone in Jackie: In the Wind del 1965.
- Eric von Schmidt incise Baby, Let Me Lay It on You nel suo album omonimo del 1995.
- Bryan Ferry reinterpretò il brano nell'album Dylanesque, uscito nel 2007. Lo eseguì inoltre durante il suo tour dello stesso anno.
- Il trio Medeski Martin & Wood di jazz sperimentale arrangiò ed incise una versione strumentale blues nel loro album del 2009 Radiolarians 2, facente parte di The Radiolarian Series.
- L'artista francese di mash-up ToToM usò l'originale versione di Dylan, abbinandola con Get Myself Into It di The Rapture nel brano mixato Rapture (Let Me Follow You Down) per il suo album Dylan Mashed del 2009.
- Gli Widespread Panic hanno eseguitò la canzone nove volte, l'ultima volta il 30 settembre 2011 all'anfiteatro di Tuscaloosa.
- La cantante inglese Marianne Faithfull registrò il brano per una compilation a scopo benefico del 2012 dal titolo Chimes of Freedom: The Songs of Bob Dylan Honoring 50 Years of Amnesty International.